# Bianchi 2 ¼ HP
Der Bianchi 2 ¼ HP ist ein Pkw-Modell. Hersteller war Bianchi aus Italien.

## Beschreibung

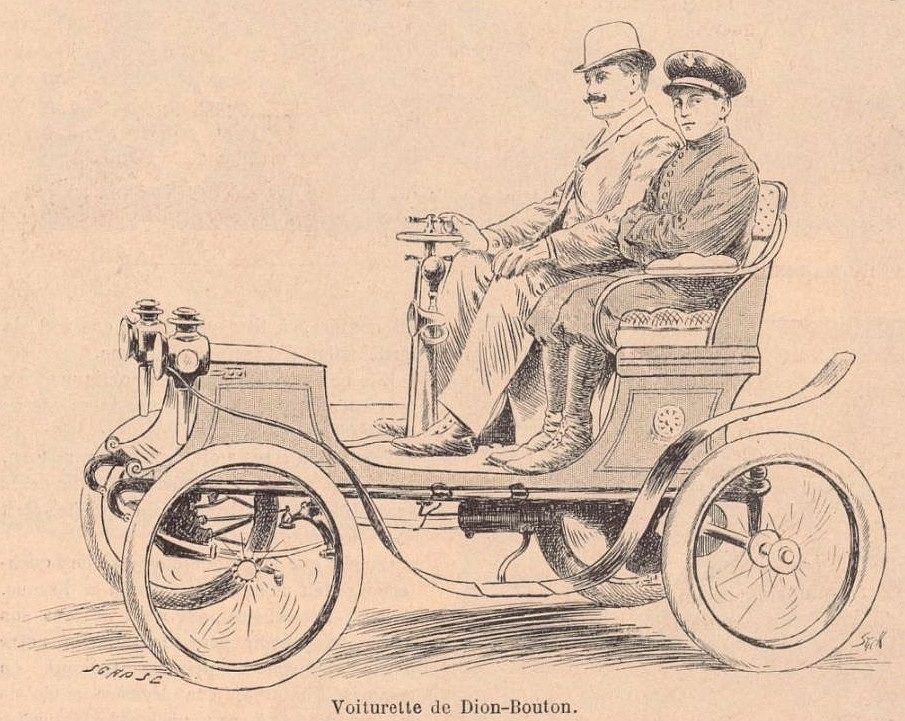
Ähnlich: De Dion-Bouton Vis-à-Vis, hier eine frühe Ausführung ohne Vordersitz entgegen der Fahrtrichtung

Dies war das erste richtige Auto von Bianchi mit Fahrgestell und Karosserie, während es vorher nur die von Motorrädern abgeleiteten Bianchi Triciclo und Bianchi Quadriciclo gab. Als Zeitraum ist November 1899 bis Februar 1900 bekannt.
Ein De-Dion-Bouton-Einzylindermotor war im Heck eingebaut und trieb die Hinterachse an. Als Motorleistung waren 2,25 PS angegeben, daher stammte auch die Modellbezeichnung. De Dion-Bouton hatte einen Motor mit dieser Leistung von 1899 bis 1900 im Angebot. Jeweils 70 mm Bohrung und Hub ergaben 269 cm³ Hubraum.
Als Leergewicht sind 175 kg angegeben.
Kurz vor der Hinterachse befand sich eine Sitzbank mit Platz für zwei Personen. Gelenkt wurde mit einem Lenkrad am Ende einer leicht schräg gestellten Lenksäule.
Eine Quelle gibt an, dass 1899 zwei Versuchsfahrzeuge gefertigt wurden. Es hat den Anschein, dass es bei diesen beiden Fahrzeugen blieb. Allerdings wurde für das Modell im Februar 1900 noch geworben.